# Żółtobarczyk mały
Żółtobarczyk mały, liścionos żółtobarki (Sturnira lilium) – gatunek ssaka z podrodziny owocnikowców (Stenodermatinae) w obrębie rodziny liścionosowatych (Phyllostomidae).

## Taksonomia
Gatunek po raz pierwszy zgodnie z zasadami nazewnictwa binominalnego opisał w 1810 roku francuski przyrodnik Étienne Geoffroy Saint-Hilaire, nadając mu nazwę Phyllostoma lilium. Holotyp pochodził z Asunción, w Paragwaju.  
Wcześniejsze ujęcia systematyczne przedstawiają S. lilium jako kompleks gatunkowy, który obecnie obejmuje nie mniej niż pięć gatunków. Był on również mylony z S. luisi. Analizy molekularne i morfologiczne rozwiązały wiele z tych problemów, przy czym niektóre obszary geograficzne wymagają ostatecznego rozgraniczenia między gatunkami. Autorzy Illustrated Checklist of the Mammals of the World uznają ten gatunek za monotypowy. 

### Etymologia
- Sturnira: łac. sturnus „szpak”; być może również pamięci „Starling” (pol. „szpak”), okrętu który konwojował H.M.S. „Sulphur” podczas jego podróży do Brazylii i po Pacyfiku w 1836 roku (podczas tego rejsu zebrano okaz typowy)[25].
- lilium: łac. lillium „lilia”, od gr. λειριον leirion „lilia”[26].

## Zasięg występowania
Żółtobarczyk mały występuje we wschodniej i południowej Brazylii, wschodniej Boliwii, Paragwaju, północno-wschodniej Argentynie i Urugwaju.

## Morfologia
Długość ciała 50–74 mm, bez ogona, długość ucha 11–18 mm, długość tylnej stopy 9–15 mm, długość przedramienia 39–46 mm; masa ciała 14–26 g. Wzór zębowy: I {\displaystyle {\tfrac {2}{2}}} C {\displaystyle {\tfrac {1}{1}}} P {\displaystyle {\tfrac {2}{2}}} M {\displaystyle {\tfrac {3}{3}}} = 32. Kariotyp wynosi 2n = 30 i FN = 56, z subtelocentrycznym chromosomem X („S. lillium” z południowo-wschodniej Brazylii).

## Ekologia

### Tryb życia
Żółtobarczyk mały występuje w lasach nizinnych. Żywi się dojrzałymi owocami. Śpi samotnie lub w małych grupach w starych budynkach, dziuplach drzew i w koronach palm. 

### Rozmnażanie
W północnej części obszaru występowania nietoperz ten rozmnaża się przez cały rok, natomiast na południu młode rodzą się w maju lub w czerwcu. Samice wydają zazwyczaj na świat zazwyczaj 1 młode.